# P/B omjer
P/B omjer (eng. price-to-book ratio) je financijski omjer kojim se uspoređuju tržišna i knjigovodstvena (uknjižena) vrijednost kakve tvrtke. Izračun se može obaviti na dva načina, a rezultati bi trebali biti jednaki. Prvim načinom tržišnu kapitalizaciju tvrtke dijelimo njezinom ukupnom bilančnom knjigovodstvenom vrijednošću. Drugim načinom dijelimo tržišnu cijenu dionice knjigovodstvenom vrijednošću po dionici (tj. uknjižena vrijednost podijeljena brojem glavnih dionica). 
Prema tome:
{\displaystyle {\mbox{P/B omjer}}={\frac {\mbox{Tržišna kapitalizacija}}{\mbox{Knjigovodsvena vrijednost}}}}
ili
{\displaystyle {\mbox{P/B omjer}}={\frac {\mbox{Tržišna cijena dionice}}{\mbox{Knjigovodsvena vrijednost po dionici}}}}
Pri izračunu vrijednosti kapitala potrebno je obratiti posebnu pozornost na Napomene uz financijske izvještaje.